# Jocquella leopoldi
Jocquella leopoldi är en spindelart som beskrevs av Léon Baert 1980. Jocquella leopoldi ingår i släktet Jocquella och familjen Telemidae. Inga underarter finns listade i Catalogue of Life.